# Mehrarbeit
Mehrarbeit, auch Überstunden oder Plusstunden, leisten Arbeitnehmer dann, wenn sie die vereinbarte Arbeitszeit überschreiten. Die maßgebliche Regelarbeitszeit kann sich direkt aus dem Arbeitsvertrag ergeben, aber auch mittelbar aus einem Tarifvertrag, Kollektivvertrag bzw. Gesamtarbeitsvertrag, einer Betriebsvereinbarung oder einem Gesetz.
Unter dem in Deutschland häufig in diesem Sinne verwendeten Begriff „Mehrarbeit“ verstehen Arbeitsrechtler jedoch meist Arbeitszeit, die über die gesetzlich maximale regelmäßige Arbeitszeit von acht Stunden pro Tag oder 48 Stunden pro Woche (§ 3 ArbZG) hinausgeht.
Bei Beamten wird in Deutschland von Mehrarbeit, in Österreich von Mehrdienstleistung gesprochen, wenn sie die im Beamtenrecht festgelegte Regelarbeitszeit überschreiten. Gibt es keine besondere Regelung zur Mehrarbeit, ist ein Arbeitnehmer grundsätzlich nicht verpflichtet, Mehrarbeit zu leisten; Ausnahmen ergeben sich aus der Treuepflicht bei Notfallarbeiten. Bei hochbezahlten leitenden Angestellten wird aufgrund der Höhe ihrer Vergütung in der Regel davon ausgegangen, dass sie bei Bedarf auch Überstunden leisten müssen.
Wird die vereinbarte Arbeitszeit unterschritten (als Gegenteil von Mehrarbeit), wird von Minderarbeit, auch Minderstunden oder Minusstunden, gesprochen.

## Regelung in Deutschland

### Pflicht, Überstunden zu leisten
Eine Verpflichtung zur Leistung von Überstunden oder Mehrarbeit ergibt sich in der Regel nur aufgrund eines Tarifvertrages, einer Betriebsvereinbarung oder eines Arbeitsvertrages. Fehlt eine solche Regelung, dann schuldet ein Arbeitnehmer grundsätzlich nur die Erbringung der Arbeitsleistung während der Regelarbeitszeit. Darüber hinaus ist der Arbeitnehmer ausnahmsweise in besonderen Situationen, insbesondere in Notfällen, gehalten, Überstunden zu leisten. Wenn ein Arbeitnehmer es in begründeten Ausnahmefällen mehrfach ablehnt, Überstunden oder Mehrarbeit zu leisten, kann ihm wegen Arbeitsverweigerung gekündigt werden. Schwerbehinderte Arbeitnehmer können nach § 207 Sozialgesetzbuch Neuntes Buch verlangen, von Mehrarbeit freigestellt zu werden.
Im Regelfall dürfen die im Arbeitszeitgesetz (ArbZG) geregelten Höchstarbeitszeiten nicht überschritten werden. Wird die zulässige Höchstarbeitszeit überschritten, besteht insoweit ein Beschäftigungsverbot, der Arbeitnehmer darf die Arbeitsleistung insoweit verweigern.
Nach § 3 ArbZG sind im Durchschnitt höchstens acht Stunden Arbeit pro Werktag (montags bis samstags) zugelassen, wodurch sich eine maximale Wochenarbeitszeit von 48 Stunden ergibt. Die Arbeitszeit kann auf zehn Stunden pro Werktag, also 60 Stunden pro Woche, verlängert werden; jedoch nur, wenn innerhalb von sechs Kalendermonaten oder innerhalb von 24 Wochen im Durchschnitt acht Stunden werktäglich nicht überschritten werden. In einem Tarifvertrag oder auf Grund eines Tarifvertrags in einer Betriebs- oder Dienstvereinbarung oder durch Genehmigung der zuständigen Behörde können Ausnahmen zugelassen werden.
Bei Verstoß gegen zwingende arbeitszeitliche Bestimmungen kann der Arbeitnehmer die Arbeitsleistung verweigern.

#### Regelung im öffentlichen Dienst
Nach dem Tarifvertrag für den öffentlichen Dienst (TVöD) sind Überstunden die auf Anordnung des Arbeitgebers geleisteten Arbeitsstunden, die über die im Rahmen der regelmäßigen Arbeitszeit von Vollbeschäftigten (39 Stunden im Tarifgebiet West bzw. 40 Stunden im Tarifgebiet Ost) für die Woche dienstplanmäßig bzw. betriebsüblich festgesetzten Arbeitsstunden hinausgehen und nicht bis zum Ende der folgenden Kalenderwoche ausgeglichen werden. Als Mehrarbeit wird demgegenüber die Arbeitsleistung von Teilzeitkräften bezeichnet, die über den konkreten Arbeitsvertrag hinaus bis zur Arbeitsleistung einer Vollzeitkraft erfolgt (§ 7 Abs. 6 TVöD). Die Beschäftigten sind im Rahmen begründeter betrieblicher oder dienstlicher Notwendigkeiten – bei Teilzeitbeschäftigung aufgrund arbeitsvertraglicher Regelung oder mit ihrer Zustimmung – zur Leistung von Überstunden und Mehrarbeit verpflichtet.
Zum Teil besteht nach den Personalvertretungsgesetzen des Bundes und der Länder ein Mitbestimmungsrecht des Personalrates bei vorhersehbaren Überstunden und Mehrarbeit, so z. B. in NRW nach § 72 Abs. 4 Nr. 2 Landespersonalvertretungsgesetz (Nordrhein-Westfalen).

### Vergütung oder Freizeitausgleich
In der Regel sind Überstunden zu vergüten. Allerdings kann auch ein Freizeitausgleich vereinbart werden. Überstunden verlängern die betriebliche oder individuelle Arbeitszeit.
Vergütung oder Freizeitausgleich kann nur verlangt werden, wenn der Arbeitgeber die Überstunden angeordnet, gebilligt oder geduldet hat oder sie zur Aufgabenerledigung erforderlich waren. Bestreitet der Arbeitgeber die Überstunden, muss der Arbeitnehmer, der die Vergütung von Überstunden fordert, im Einzelnen darlegen, an welchen Tagen und zu welchen Tageszeiten er über die übliche Arbeitszeit hinaus gearbeitet hat.
Er muss ferner eindeutig vortragen, ob die Überstunden vom Arbeitgeber angeordnet oder zur Erledigung der ihm obliegenden Arbeit notwendig oder vom Arbeitgeber gebilligt oder geduldet worden sind. Sind Arbeitnehmer verpflichtet, auf Anordnung des Arbeitgebers Überstunden zu leisten, haben sie deshalb Anspruch darauf, dass der Arbeitgeber sie schriftlich davon in Kenntnis setzt.
Bei Fehlen einer (wirksamen) Vergütungsregelung verpflichtet § 612 Abs. 1 BGB den Arbeitgeber, geleistete Mehrarbeit zusätzlich zu vergüten, wenn diese den Umständen nach nur gegen eine Vergütung zu erwarten ist. Eine entsprechende objektive Vergütungserwartung ist regelmäßig gegeben, wenn der Arbeitnehmer kein herausgehobenes Entgelt bezieht. Pauschalierungsabreden umfassen keine Mehrarbeit. Für solche Arbeitsstunden kann trotz Pauschalierungsabrede in jedem Falle gesondert Vergütung verlangt werden.
Vor allem bei höher dotierten Angestellten wird häufig vereinbart, dass geleistete Überstunden pauschal mit dem Gehalt abgegolten sein sollen. Solche Pauschalierungsabreden sind nach Ansicht des Landesarbeitsgericht München zulässig, solange sich hinsichtlich des Anfalls der Überstunden und der gewährten Vergütung kein auffallendes Missverhältnis ergibt. Das Landesarbeitsgericht Düsseldorf hält dagegen formularmäßige Klauseln in Arbeitsverträgen, wonach durch den (arbeitsvertraglich vereinbarten) Wochen-/Monatslohn alle anfallende Mehrarbeit abgegolten sein soll, für unwirksam, weil der Arbeitnehmer nicht erkennen kann, in welcher Höhe er Anspruch auf Mehrarbeitsvergütung hat. Auch das Bundesarbeitsgericht hat eine Klausel „erforderliche Überstunden sind mit dem Monatsgehalt abgegolten“ für unwirksam erklärt.

### Überstundenzuschlag
Ein Anspruch auf Zahlung eines zusätzlichen Überstundenzuschlags besteht nur dann, wenn dies vereinbart wurde oder sich der Anspruch aus einem Tarifvertrag, einer sonstigen kollektivrechtlichen Bestimmung oder einer betrieblichen Übung ergibt. Der Überstundenzuschlag als solcher ist im Unterschied zu Zuschlägen für Sonntags-, Feiertags- und Nachtarbeit nicht von Sozialversicherungsbeiträgen und Steuern befreit.

### Gleitende Arbeitszeit und Mehrarbeit
In Dienstleistungsbetrieben, insbesondere im öffentlichen Dienst, wird oft aufgrund des Tarifvertrages oder der Betriebsvereinbarung gleitende Arbeitszeit angeboten. Hiernach können Arbeitnehmer Arbeitsbeginn und -ende unter Berücksichtigung von Kernarbeitszeiten selbst festlegen. Allerdings ist es oft die Arbeitsmenge, die tatsächlich die Inanspruchnahme solcher Arbeitszeitkonten bestimmt. Soweit bestimmte Zeitguthaben im Rahmen gleitender Arbeitszeit „angespart“ wurden, können diese i. d. R. nur „abgefeiert“, nicht aber vergütet werden (Vorholzeit). In neueren Tarifverträgen werden auch langfristige Regelungen, von Jahresarbeitszeit- bis zu Lebensarbeitszeitkonten getroffen. Die klassische Mehrarbeitvergütung ist daher weitgehend Vergangenheit, jedenfalls im dienstleistenden Gewerbe.

## Regelung in Österreich
In Österreich wird zwischen zwei Formen der Mehrarbeit unterschieden:
- Überstunden, das sind jene Arbeitsstunden, die das gesetzlich festgelegte Ausmaß der Normalarbeitszeit (das sind 8 Stunden pro Tag bzw. 40 Stunden pro Woche) überschreiten
- Mehrarbeitsstunden (kurz Mehrarbeit genannt), das sind jene Arbeitsstunden, die zwischen einer branchenbezogen (kollektivvertraglich) oder vertraglich verkürzten Arbeitszeit und der gesetzlich festgelegten Normalarbeitszeit liegen

Die Arbeitszeit ist je nach Kollektivvertrag auf 37,5 (bei Staatsbediensteten), 38,5 oder 40 Stunden festgelegt. Je nach Kollektivvertrag können 1 ½ bis 7 ½ Mehrarbeitsstunden verrechnet werden. Für Mehrarbeitsstunden muss vom Arbeitgeber nur der normale Stundenlohn bezahlt werden. Sie werden meist für Vorbereitungszeiten, wie z. B. im Handel oder im Handwerk, gerechnet. Durch manche Kollektivverträge können sie auch dazu verwendet werden, auf die vollen acht Arbeitsstunden zu kommen, wie es oft in Büroberufen der Fall ist. Das hat dann zur Folge, dass man statt der vorgeschriebenen 38,5 Stunden 40 Stunden die Woche arbeitet. Im Handel sind in Folge dieser Regel maximal 320 Überstunden pro Jahr möglich.
In Österreich wird für Überstunden ein Überstundenzuschlag verrechnet. Der normale Zuschlag für eine Überstunde beträgt 50 % und der erhöhte beträgt 100 %. Der erhöhte Zuschlag wird z. B. bei Nacht- und Feiertagsarbeit verrechnet und ist bis zu 10 Stunden im Monat steuerlich begünstigt (die Zahl der begünstigten Überstunden war zum 1. Januar 2009 von fünf auf zehn Stunden erhöht worden).
Bei bestimmten Kollektivverträgen und Arbeitszeitmodellen (z. B. „Gleitzeitmodell“ im IT-KV) ist hingegen ein einheitlicher Zuschlag, unabhängig vom Zeitpunkt der Erbringung, von 65 % vorgesehen.
Beim 13. und 14. Gehalt (Urlaubs- und Weihnachtsgeld) muss wenn es im Kollektivvertrag vereinbart ist eine durchschnittlich geleistete Überstundenanzahl berücksichtigt werden.
Weiters gibt es noch den Zeitausgleich, der 1:1,5 erfolgen kann. Das heißt, dass man für eine geleistete Arbeitsstunde (Vorholzeit) anderthalb Stunden frei bekommt.
Bei Teilzeitbeschäftigten, also Arbeitnehmern, die die gesetzlich vorgeschriebene Normalarbeitszeit nicht erreichen, muss seit 1. Jänner 2008 ein Zuschlag von 25 % für die Mehrarbeitsstunden, also die Stunden zwischen der vertraglich vereinbarten und der Normalarbeitszeit, geleistet werden. Arbeitnehmer müssen den Mehrarbeitszuschlag jedoch auch bekommen, wenn Zeitausgleich vereinbart ist.

## Regelung in der Schweiz
Die öffentlich-rechtlichen Minimalvorschriften zur Mehrarbeit, die staatlich überwacht werden, finden sich in der Schweiz im Arbeitsgesetz. Sie werden allerdings in den meisten Fällen durch Regelungen in den privatrechtlichen Gesamtarbeitsverträgen ersetzt.

## Regelung in Ungarn
In Ungarn sind derzeit (Stand: Anfang Dezember 2018) maximal 250 Überstunden jährlich erlaubt. In Zukunft sollen Arbeitnehmer verpflichtet werden können, bis zu 400 Überstunden pro Jahr abzuleisten. Arbeitgeber sollen sich drei Jahre Zeit dabei lassen können, die Überstunden auszugleichen oder zu entlohnen. Trotz massiven Protests der Opposition, die das Gesetz als „Sklavengesetz“ bezeichnete, wurde die Gesetzesänderung am 12. Dezember 2018 beschlossen.

## Regelung in Frankreich
Die Wochenarbeitszeit von 35 Stunden (Stand: Mai 2018) gilt als Referenz, über die hinaus es sich um Überstunden handelt. Gibt es keine anderslautenden individuellen oder kollektiven Vereinbarungen, dürfen maximal 220 Überstunden pro Jahr geleistet werden.
Unter der Regierung von Nicolas Sarkozy wurden Überstunden steuerfrei gestellt. Diese Regelung wurde unter François Hollande wieder abgeschafft. Die Regierung unter Emmanuel Macron stellte im Dezember 2018 Überstunden ab 2019 steuer- und sozialabgabenfrei. Ökonomen kritisierten die Maßnahme, da sie Menschen im Niedriglohnsektor kaum berühre, Überstunden fördere und nur in Teilzeit beschäftigten oder arbeitslosen Menschen nicht zugute komme.

## Umfang von Überstunden in Deutschland
In Deutschland wurden im Jahr 2016 laut IAB-Arbeitszeitrechnung ein Gesamtvolumen von insgesamt 1,729 Milliarden Überstunden geleistet, davon 782 Millionen bezahlte und 947 Millionen unbezahlte Überstunden. Vom Gesamtvolumen leisteten abhängig Beschäftigte laut Mikrozensus 828,7 Millionen bezahlte und unbezahlte Stunden.
Die folgende Tabelle zeigt die Entwicklung laut IAB-Arbeitszeitrechnung von 2006 bis 2016 an:

## Gesundheitliche Folgen von Überstunden
Überstunden erhöhen tendenziell das Herzinfarktrisiko. Dies ergab eine britische Langzeitstudie, die elf Jahre lang mehr als 6000 britische Beamte (4000 Männer, 2000 Frauen) zwischen 39 und 61 Jahren untersuchte. Alle hatten zu Beginn der Studie Anfang der 90er Jahre ein gesundes Herz.
Nach elf Jahren waren 369 Beamte entweder an einer Herzkreislauferkrankung gestorben oder hatten einen Herzinfarkt erlitten (= hatten 369 ein Koronarereignis (plötzlicher Herztod), Herzinfarkt oder Angina Pectoris). Es zeigte sich ein um 60 Prozent erhöhtes Erkrankungsrisiko für diejenigen, die täglich drei bis vier Überstunden machten.
Tendenziell waren die Beamten mit vielen Überstunden eher jünger, eher Männer und eher höher auf der Karriereleiter.
Die Assoziation von Überstunden und Koronarereignissen war unabhängig von Risikofaktoren wie Rauchen, Übergewicht oder erhöhten Blutfettwerten.
Die Wissenschaftler nennen auch mögliche Gründe für diese Assoziation. So wurden Überstunden häufig von Menschen geleistet, die zu hoher Konkurrenzbereitschaft und Angespanntheit neigen (Typ-A-Verhalten). Zu viel Zeit im Büro könnte aber auch zu Depressionen, Angstgefühlen und Defiziten beim Schlaf und bei Erholungszeiten führen. Menschen mit Hang zu Überstunden sind möglicherweise gerade jene, die sich nicht schonen und auch bei Krankheit im Büro auftauchen.
Die Whitehall-ll-Studie untersucht Auswirkungen verschiedener Aspekte der Arbeitswelt auf die Gesundheit der Berufstätigen. Probanden sind etwa 6.000 britische Beschäftigte des öffentlichen Dienstes. Die neuesten Ergebnisse von Whitehall II zeigen, dass regelmäßige Überstunden das Risiko, an KHK zu erkranken, drastisch erhöhen.
Bei Beginn der Studie (1991 bis 1994) waren die Probanden (Alter 39 bis 61 Jahre) herzgesund. Im Zeitraum von elf Jahren erlitten 369 Personen entweder einen tödlichen oder nicht tödlichen Infarkt oder erkrankten an Angina Pectoris.
Mit den Coxproportionalen Hazardmodellen wurde errechnet, dass Beschäftigte, die pro Tag drei bis vier Überstunden machten, im Vergleich zu denen, die keine machten, ein um 60 % (HR 1,60; 95 %-KI: 1,15-2,23) erhöhtes Risiko hatten, an einer KHK zu erkranken. Wurden andere, nicht arbeitsbedingte KHK-Risikofaktoren herausgerechnet, blieb für die Überstunden immer noch eine HR von 1,56 (95 %-KI: 1,11-2,19).
Überstunden sind demnach unabhängig von den konventionellen Risikofaktoren ein eigenständiger Risikofaktor für Herzerkrankungen. Zum Teil lässt sich dies wohl aus der Persönlichkeitsstruktur der Probanden erklären: Überstunden machen vor allem Typ-A-Persönlichkeiten, die immer unter „Dampf“ stehen und häufiger unter Bluthochdruck leiden. Wer viele Überstunden leistet, hat auch weniger Zeit, sich um gesunde Ernährung, ausgleichende Bewegung und regelmäßige Arztbesuche zu kümmern, und leidet häufiger an Schlafmangel, Angststörungen und Depressionen.
Führen Verstöße gegen das Arbeitszeitgesetz zu gesundheitlichen Schäden des Arbeitnehmers, macht sich der Arbeitgeber in Deutschland laut § 23 des Arbeitszeitgesetzes strafbar.